# Trygg-Tyckeln
Trygg-Tyckeln är en sjö i Härjedalens kommun och Ljusdals kommun i Hälsingland och ingår i Ljusnans huvudavrinningsområde. Sjön har en area på 1,06 kvadratkilometer och ligger 409,1 meter över havet. Sjön avvattnas av vattendraget Lillån.

## Delavrinningsområde
Trygg-Tyckeln ingår i det delavrinningsområde (686045-143678) som SMHI kallar för Utloppet av Trygg-Tyckeln. Medelhöjden är 421 meter över havet och ytan är 6,26 kvadratkilometer. Det finns inga avrinningsområden uppströms utan avrinningsområdet är högsta punkten. Lillån som avvattnar avrinningsområdet har biflödesordning 3, vilket innebär att vattnet flödar genom totalt 3 vattendrag innan det når havet efter 214 kilometer. Avrinningsområdet består mestadels av skog (68 procent) och sankmarker (10 procent). Avrinningsområdet har 1,11 kvadratkilometer vattenytor vilket ger det en sjöprocent på 17,6 procent.